# Mu Ophiuchi
Désignations
Mu Ophiuchi (en abrégé μ Oph) est une étoile de la constellation équatoriale d'Ophiuchus. Elle est visible à l'œil nu avec une magnitude apparente de 4,62. D'après la mesure de sa parallaxe annuelle par le satellite Gaia, l'étoile est distante d'environ ∼ 652 a.l. (∼ 200 pc) de la Terre. Elle s'en rapproche à une vitesse radiale hélicentrique de −19 km/s.
Mu Ophiuchi est une étoile bleu-blanc de type spectral B8II-IIIp:Mn, avec la classe de luminosité « II-III » indiquant que son spectre présente des traits intermédiaires entre ceux d'une étoile géante lumineuse et ceux d'une géante. La notation « p:Mn » indique quant à elle qu'il s'agit d'une étoile chimiquement particulière candidate qui présente une surabondance en manganèse. Elle pourrait être ainsi une étoile à mercure et manganèse. Le rayon de Mu Ophiuchi est environ 11 fois plus grand que le rayon solaire, elle est près de 400 fois plus lumineuse que le Soleil et sa température de surface est de 7 748 K. Elle tourne sur elle-même à une vitesse de rotation projetée de 95 km/s.
Mu Ophiuchi est un membre candidat de l'amas ouvert Mamajek 2, découvert en 2006. L'amas a un âge estimé de 120 ± 25 millions d'années.